# Betty Ross
Elizabeth "Betty" Ross (poi Betty Talbot e Betty Banner) è un personaggio dei fumetti creato da Joe Simon (testi) e Jack Kirby (disegni), pubblicato dalla Marvel Comics. Esordisce nella serie Captain America comics (vol. 1) n. 2 (maggio 1940). Betty è l'unica figlia del generale Ross, l'amore della vita di Bruce e pertanto la sola umana capace di placare l'ira di Hulk. Prima di essere sposata con Bruce Banner, è stata nella base di Camp Railegh diventando amica e partner sul campo di Capitan America e di Bucky. Nel corso della sua vita editoriale è stata a lungo data per morta e ha subito numerose trasformazioni fino a diventare l'antieroina She-Hulk Rossa (Red She-Hulk). Il suo nome ricorda Betsy Ross, la sarta che, secondo la tradizione, avrebbe realizzato la bandiera degli Stati Uniti d'America e che, nell'Universo Marvel, ha un'omonima: la supereroina Golden Girl, prozia di Betty.

## Biografia del personaggio

### Origini
Nata in California, unica figlia del tenente generale "Thunderbolt" Ross e di sua moglie Karen, Betty viene cresciuta in New Hampshire poiché, poco dopo la sua nascita, il padre viene assegnato a Desert Base, Los Alamos, e, considerandolo un posto poco adatto a crescere una bambina, manda moglie e figlia nella sua città natale.
A sedici anni sua madre muore di cancro e Betty viene mandata dal padre in un collegio scolastico nella speranza che diventasse suora; la giovane donna però, seppur devota al genitore, ne ha anche ereditato il carattere forte e lo spirito indipendente e, dunque, terminati gli studi, contravvenendo alla sua volontà, si trasferisce nel luogo ove egli è di stanza: la Base Gamma, in Nuovo Messico, di modo da potergli restare vicina.

### Base Gamma
All'interno della base militare, volta allo sviluppo di un nuovo tipo di arma ai raggi gamma, la donna conosce lo scienziato a capo dal progetto, il dottor Bruce Banner, e se ne innamora per via dell'intelletto e dei modi gentili; seppur ricambiata, la sua relazione con quest'ultimo è resa problematica dal fatto che il generale Ross vi si opponga vivamente in quanto consideri lo scienziato un uomo privo di spina dorsale e indegno della sua bambina. La successiva trasformazione del mite scienziato in Hulk e i suoi disperati tentativi di tenerle nascosta tale condizione, finiscono per allontanare Betty sempre di più, spingendola tra le braccia del maggiore Glenn Talbot, stimato subordinato di Ross che, dopo aver rivelato al mondo intero della doppia identità di Banner, riesce a liberarsi del rivale e ad avere campo libero con la ragazza che, tra l'altro, diviene sempre più ostile nei confronti del Golia Verde dopo che questi (sotto l'influsso del Capo) manda suo padre all'ospedale.
Tale catena di eventi provoca alla donna un crollo psicologico, ragione per la quale si fa ricoverare in una clinica dove, però, viene rapita dall'Uomo Sabbia che, approfittando del fatto che abbiano lo stesso gruppo sanguigno si fa fare una trasfusione curando il morbo che lo sta trasformando in vetro. Come conseguenza è Betty a mutare in forma vitrea e, per riportarla alla normalità viene contattato il dottor Leonard Samson che, tramite una macchina di sua invenzione, riesce non solo a curare la ragazza ma anche a riportare Hulk alla normalità ed ottenere dei superpoteri tuttavia anche tale cura alla condizione di Banner si rivela solo temporanea e Betty osserva nuovamente l'uomo amato trasformarsi in Hulk, affrontare Samson e fuggire.
Tempo dopo, scoperto del coinvolgimento di Hulk con l'aliena Jarella, Betty, spinta più dalla gelosia che dai suoi sentimenti verso il militare, accetta la proposta di matrimonio di Talbot divenendone la moglie.

### Arpia
Poco dopo la luna di miele, suo marito viene mandato in soccorso del generale Ross, rapito dai russi, e, pur riuscendo a liberare il suocero e a rimandarlo negli Stati Uniti viene catturato dai sovietici, deportato in Siberia e dato per morto. Sconvolta dalla notizia, Betty dà la colpa a Hulk di averle rovinato la vita e MODOK, approfittando di ciò, la rapisce e la sottopone prima ad un processo di lavaggio del cervello e poi ad una dose di radiazioni gamma tale da trasformarla in una creatura verde dotata di ali, busto di donna, zampe di uccello, forza disumana e capacità di emettere energia nucleare; ribattezzata l'Arpia (The Harpy) affronta il Gigante di Giada in preda ad una follia delirante riuscendo a sconfiggerlo ma non ad ucciderlo poiché nel mentre dello scontro vengono travolti da un tornado e finiscono nella città sospesa degli uomini-uccello venendo poco dopo raggiunti da MODOK, cosa che costringe il gigante a due teste a guardia del luogo, ad attivare il processo di autodistruzione, non prima tuttavia che Bruce, servendosi della tecnologia della città, riporti Betty alla normalità e in seguito la tragga in salvo.
Poco tempo dopo Talbot viene liberato, si ricongiunge a lei e riprende il servizio militare venendo promosso colonnello; Betty realizza però di essere ancora innamorata di Bruce, cosa che porta ad una tensione crescente con il marito terminante nel divorzio. In preda all'ira, Talbot affronta Hulk in giappone armato di un mezzo militare sperimentale trovando la morte in un'esplosione.

### Il secondo matrimonio
Successivamente alla morte dell'ex-marito ed alla radiazione di suo padre, Betty si riconcilia con Bruce ed incomincia nuovamente una relazione con lui tanto che, dopo essersi separato fisicamente da Hulk, lo scienziato le fa la proposta di matrimonio e, dunque, nonostante alla cerimonia irrompa il generale Ross dicendosi contrario e venendo allontanato dopo aver ferito Rick Jones, i due divengono finalmente marito e moglie riuscendo, dopo diverso tempo, ad ottenere anche la benedizione del burbero padre di lei.
L'unione tra i due subisce però una serie di alti e bassi; difatti Banner è costretto a riunirsi con Hulk per via di un difetto nel processo di separazione che rischia di ucciderlo e, di conseguenza, diviene l'Hulk Grigio e sviluppando varie personalità alternative, ma nonostante Betty rimanga faticosamente al suo fianco durante tale periodo, superando anche il trauma di un aborto spontaneo causatole da Incubo, nel momento in cui il marito riesce ad ottener il controllo sulle sue trasformazioni essa rimane per lungo tempo scettica in merito alla sua decisione di non volersi più liberare di Hulk ma, al contrario, di servirsene per combattere pericolosi supercriminali; sebbene poi comprenda tale scelta e rimanga assieme a lui vivendo come una fuggitiva.

### Morte
Diversi anni dopo, Betty viene assassinata da Abominio, che la avvelena con il suo sangue radioattivo per vendetta; non perdonando ad Hulk di avere ancora l'amore di sua moglie mentre lui, dopo la sua trasformazione, lo ha perduto. Le piaghe sul corpo della donna, riportate in seguito all'esposizione alle radiazioni, fanno inizialmente pensare che sia stato il suo stretto contatto con l'organismo radioattivo del Gigante di Giada ad ucciderla, cosa che riattizza l'odio di "Thunderbolt" Ross nei confronti di Banner, anche dopo la scoperta del vero colpevole.
Sebbene ufficialmente venga cremata e le sia fatto un funerale al quale partecipano vari supereroi, il corpo della donna viene in realtà messo in ibernazione dal padre nella speranza di trovare un modo per riportarla in vita.

### She-Hulk Rossa

She-Hulk Rossa, disegni di Ian Churchill.

Nel momento in cui il Generale Ross, desideroso di creare un mondo migliore, accetta di farsi trasformare nell'Hulk Rosso dall'Intellighenzia (una coalizione di scienziati malvagi) pone come condizione che essi riportino in vita Betty. I leader di tale gruppo, MODOK e il Capo, esaudiscono tale richiesta sebbene, poi, decidono di sottoporla alla stessa procedura di mutazione subita dal padre e di farle un lavaggio del cervello volto a renderla un'aggressiva arma al loro servizio: la She-Hulk Rossa; cui viene ordinato di rintracciare ed uccidere la sua controparte maschile nel momento in cui sospettano che Domino ne abbia appreso la reale identità. Dopo un violento scontro che si trascina fino all'Empire State Building, Ross realizza l'identità dell'avversaria e, pur sconfiggendola, la risparmia giurando poi vendetta verso l'Intellighenzia per ciò che hanno fatto.
Quando Ross inscena la sua stessa morte, Betty compare in forma umana al suo funerale accompagnata da un Life Model Decoy di Glenn Talbot incaricato di monitorarla costantemente; in tale occasione la donna si dice risentita verso Bruce per il suo matrimonio con Caiera su Sakaar e del suo conseguente attacco a Manhattan. Poco tempo dopo, in uno scontro con l'Hulk verde e i suoi alleati, She-Hulk Rossa viene trafitta dalla spada di Skaar e riassume le sue sembianze normali rivelando la sua vera identità ad un attonito Bruce; rinsavita, la donna implora il marito di lasciarla morire ma l'arrivo di Doc Samson (colpevole del suo lavaggio del cervello) la fa infuriare tanto da ritrasformarsi in She-Hulk Rossa rigenerando le proprie ferite ed alleandosi con Hulk e i suoi compagni nella battaglia contro l'Intellighenzia riuscendo infine a trionfare. Saputo che il coinvolgimento del padre è avvenuto in parte per amore nei suoi confronti, persuade inoltre Bruce a mettere una buona parola per dare a Ross una futura possibilità di redenzione.
Seppure il loro matrimonio non sia più considerabile come valido in quanto legalmente dichiarata morta, Betty e Bruce riallacciano la loro relazione sentimentale e per un breve periodo She-Hulk Rossa milita tra i Difensori.
Qualche tempo dopo, nel momento in cui sparano a Banner, il tentativo di curarlo con l'Extremis provoca l'emergere di una nuova personalità: "Doc Green" essere violento, geniale e calcolatore che decide di eliminare tutti gli individui potenziati dai raggi gamma in quanto li considera un pericolo per la società; dunque sviluppa un siero per rimuovere i loro poteri e Betty è una dei primi soggetti cui lo somministra.

## Poteri e abilità
Essendo cresciuta in un ambiente militare, Betty è una donna incredibilmente risoluta e perfettamente capace di difendersi da sola: oltre a mostrare una grande competenza nel combattimento corpo a corpo è perfettamente capace di usare le armi da fuoco ed ha spesso dimostrato di possedere una fine mente analitica ed una straordinaria intraprendenza, soprattutto nel periodo in cui viveva in latitanza assieme a Bruce.
Dopo la sua resurrezione, oltre a dimostrare una maggiore competenza nel combattimento, Betty, apprende discretamente anche l'utilizzo del sai inoltre, dopo gli eventi di Fear Itself, le viene donata una gigantesca zweihänder creata dalle Stark Industries in una lega speciale che comprende anche l'uru asgardiano.

### She-Hulk Rossa
Come She-Hulk Rossa, Betty possiede una forza fisica immensa, una resistenza allo strenuo dell'invulnerabilità, l'immunità al dolore e alla fatica; velocità, agilità, riflessi e capacità di salto sovrumane nonché un fattore rigenerante che la immunizza da qualunque malattia conferendole tempi di recupero sovrumani anche da ferite inferte dagli artigli d'adamantio di Wolverine. La sua forza è tale da riuscire ad alterare le leggi fisiche con una facilità maggiore perfino degli altri esseri mutati dalle radiazioni gamma; è difatti in grado di "prendere a pugni" la trama della realtà aprendosi varchi da un universo all'altro. Nonostante ciò, pare che la sua forza sia inferiore a quella di She-Hulk. In merito alla sua trasformazione da una forma all'altra, essa avviene solo consciamente e lascia inalterate le facoltà mentali della donna, sebbene uno spavento improvviso possa farla regredire in forma umana ed un picco di rabbia possa accrescerne vertiginosamente la forza rendendola però una creatura bestiale e priva di controllo; il suo sangue è giallo fluorescente.
Esattamente come Hulk Rosso, She-Hulk Rossa è in grado di accrescere il proprio potere tramite l'assorbimento di varie tipologie di energia nonché di estrarre i raggi gamma da altri individui potenziati regredendoli alla loro forma umana.

## Altre versioni

### Rinascita degli Eroi
Nell'universo de La Rinascita degli Eroi, Liz Ross, figlia del Capo dello stato maggiore congiunto delle forze armate statunitensi Thaddeus Ross, è il capo della sicurezza della Stark International ed ha assistito in prima persona all'incidente che ha trasformato Banner in Hulk. Poco prima che gli eroi trasportati in tale realtà dopo lo scontro con Onslaught ritornino nel loro mondo, Liz rivela di aver contratto il cancro a causa di un avvelenamento da raggi gamma, cosa che spinge un commosso Hulk a ritrasformarsi in Banner ed abbracciarla un'ultima volta.

### House of M
Nella realtà alternativa di House of M, Betty è sposata con Glenn Talbot.

### Ultimate
Nell'universo Ultimate, Betty Ross, figlia del generale Ross, è un'ex-studentessa dell'Università di Berkeley, dove è stata compagna di stanza di Janet van Dyne, si è laureata in scienze della comunicazione e ha conosciuto Bruce Banner, con cui ha intrecciato una lunga e complicata relazione sentimentale durata finché questi, agendo contro la volontà della donna, ha sperimentato di proposito su se stesso una variante del siero del supersoldato trasformandosi in Hulk.
Nonostante rispetto alla controparte classica, tale versione tratti Bruce con maggior durezza, in realtà tiene ugualmente molto a lui, tentando di sfruttare la sua posizione di direttrice delle comunicazioni degli Ultimates per difenderlo durante il suo processo per avere ucciso oltre 800 civili; tuttavia non ha successo e, quando viene sancita la sentenza di morte della creatura e Nick Fury incarica Wolverine di assassinarlo, Betty dapprima prega Logan di desistere e, in seguito, si inietta una versione modificata del siero del supersoldato che, trasformandosi in She-Hulk, ottenendo la forza di Hulk ma mantenendo l'autocontrollo. Raggiunti Wolverine e Hulk tenta di fermarli ma viene ricattata dal mutante canadese, che minaccia di uccidere Bruce, e costretta ad indossare un collare costruito da Forge che le impedisce di trasformarsi; dunque viene presa in custodia dallo S.H.I.E.L.D. e imprigionata.

## Altri media

### Cinema
- Nel film Hulk del 2003 (diretto da Ang Lee), Betty Ross, interpretata da Jennifer Connelly, è l'amica e collega di Bruce Banner all'Istituto Nazionale di Berkeley come ricercatrice esperta di fisica nucleare, nonché l'ex amante di Glenn Talbot. Anche Bruce e Betty erano fidanzati, ma nonostante abbiano rotto, sono rimasti amici. Questa è la prima versione cinematografica del personaggio.
- Betty compare nel film d'animazione Ultimate Avengers e nel suo sequel Ultimate Avengers 2, entrambi prodotti dai Marvel Studios e distribuiti direttamente in home video da Lions Gate Entertainment nel 2006.
- Nel film animato del 2008 Next Avengers - Gli eroi di domani, compare la versione anziana del personaggio.
- Betty Ross è presente nella seconda parte del film animato Hulk Vs. Thor e Wolverine del 2009.

### Marvel Cinematic Universe

Betty Ross interpretata da Liv Tyler nel film L'incredibile Hulk.

La dottoressa Betty Ross compare all'interno del Marvel Cinematic Universe, interpretata da Liv Tyler e doppiata in italiano Stella Musy.
- Betty Ross compare per la prima volta nel film L'incredibile Hulk (2008). In questa versione è presentata come una dottoressa di biologia cellulare, ex compagna di studi del dottor Bruce Banner alla Culver University ed ex fidanzata. Insieme a Banner, è stata reclutata dall'esercito statunitense per una ricerca top secret sul potenziamento biotecnologico della forza che ha trasformato Banner in Hulk. Durante il suo periodo di fuga, Betty si fidanza con Leonard Samson, seppur continuando ad amare Bruce; quando si riunisce con lui, lo aiuta a fuggire dall'esercito del suo cinico padre e trovare una cura per le sue condizioni. A causa dell'insistenza del padre nel dare la caccia a Banner, il rapporto di Ross con il padre era teso e lei smise di parlargli. Durante il film, come nei fumetti, si vede il comportamento calmo di Hulk nei suoi confronti, tanto che Betty suggerisce che Banner sia ancora dentro il suo alter ego da qualche parte quando si trasforma.
- Anche se non appare fisicamente nel film Avengers: Infinity War (2018), è stato rivelato dagli sceneggiatori che fosse una delle vittime uccise dallo schiocco di Thanos, resuscitata da Banner cinque anni dopo in Avengers: Endgame (2019).[60]
- Il personaggio compare anche nella prima serie animata dell'MCU What If...? (2021).
- Betty Ross ritornerà nel film Captain America: Brave New World (2025).[61]

### Televisione
- Il personaggio compare nella serie animata del 1966 The Marvel Super Heroes.
- Betty Ross è uno dei personaggi principali della serie animata L'incredibile Hulk, del 1982.
- Betty è una delle due protagoniste femminili della serie animata L'incredibile Hulk, del 1996. Tale versione reinventa per la prima volta il personaggio in veste di scienziata sebbene, nei fumetti, abbia semplicemente frequentato un collegio scolastico. Molte altre trasposizioni successive l'avranno comunque in veste di scienziata.
- Il personaggio compare in un episodio della serie animata Hulk e gli agenti S.M.A.S.H..

### Videogiochi
- Betty Ross compare in Hulk, tratto dall'omonimo film.
- Betty Ross compare in L'incredibile Hulk, tratto dall'omonimo film.
- She-Hulk Rossa/Ultimate She-Hulk compare come skin di She-Hulk Marvel vs. Capcom 3: Fate of Two Worlds.
- She-Hulk Rossa compare come personaggio giocabile in Marvel Super Hero Squad Online[62].